# ورزشگاه ریویرا دله پالمه
ورزشگاه ریویرا دله پالمه (به ایتالیایی: Stadio Angelo Massimino) ورزشگاهی در شهر سن بندتو دل ترونتو در کشور ایتالیا است.